# Bryum schleicheri
Bryum schleicheri (Schleichers Birnmoos) ist ein Laubmoos aus der Familie Bryaceae.

## Merkmale
Bryum schleicheri bildet weiche, lockere und schwellende, gelbgrüne Rasen von drei bis zehn Zentimetern Höhe. Die spärlich rhizoidfilzigen Stämmchen sind unten locker und abstehend, nach oben hin dicht und gedunsen beblättert. Die Blätter sind eiförmig, hohl und kurz gespitzt oder stumpf abgerundet, mit deutlich am Stämmchen herablaufendem Blattgrund. Die flachen Blattränder sind mit drei bis fünf Reihen von schmalen, verlängerten Zellen deutlich abgesetzt gesäumt. Die Blattrippe reicht bis zur Blattspitze oder tritt als kurze Stachelspitze aus. Die Laminazellen der Blattmitte sind dünnwandig, rhombisch und etwa 25 bis 40 µm breit.
Das diözische Moos fruchtet selten. Die Seta ist etwa vier bis sechs Zentimeter hoch und oben kurz hakig gekrümmt, die hängende Kapsel kurz und breit birnenförmig.

## Standortansprüche und Verbreitung
Bryum schleicheri wächst in Quellfluren und an Bächen, sowohl an kalkarmen als auch kalkreichen, jedoch lichtreichen Standorten.
In Mitteleuropa ist es besonders in den Alpen weit verbreitet, hier kommt es schwerpunktmäßig in subalpinen und alpinen Lagen vor. Weitere Vorkommen, jedoch meist deutlich seltener, gibt es in den Mittelgebirgen.
Wegen taxonomischer Unklarheiten ist die Gesamtverbreitung zum Teil unklar. Aus vielen Teilen Europas, aus Asien, Nordafrika, Nord- und Südamerika gibt es Angaben über Vorkommen, die jedoch überprüfungsbedürftig sind.